# العلاقات النيجرية الفنزويلية
العلاقات النيجرية الفنزويلية هي العلاقات الثنائية التي تجمع بين النيجر وفنزويلا.

## مقارنة بين البلدين
هذه مقارنة عامة ومرجعية للدولتين:
| وجه المقارنة                                              | النيجر          | فنزويلا                                  |
| --------------------------------------------------------- | --------------- | ---------------------------------------- |
| المساحة (كم2)                                             | 1.27 مليون      | 916.45 ألف                               |
| عدد السكان (نسمة)                                         | 21.48 مليون     | 28.87 مليون                              |
| الكثافة السكانية (ن./كم²)                                 | 16.91           | 31.5                                     |
| العاصمة                                                   | نيامي           | كاراكاس                                  |
| اللغة الرسمية                                             | لغة فرنسية      | اللغة الإسبانية، لغة الإشارة الفنزويلية ‏ |
| العملة                                                    | فرنك غرب أفريقي | بوليفار فنزويلي                          |
| الناتج المحلي الإجمالي (بليون دولار)                      | 8.12 مليار      | 482.36 مليار                             |
| الناتج المحلي الإجمالي (تعادل القوة الشرائية) بليون دولار | 19.01 مليار     |                                          |
| الناتج المحلي الإجمالي الاسمي للفرد دولار أمريكي          | 358             |                                          |
| الناتج المحلي الإجمالي للفرد دولار أمريكي                 | 938             |                                          |
| مؤشر التنمية البشرية                                      | 0.348           | 0.762                                    |
| رمز المكالمات الدولي                                      | +227            | +58                                      |
| رمز الإنترنت                                              | .ne             | .ve                                      |
| المنطقة الزمنية                                           | ت ع م+01:00     | 00                                       |

## منظمات دولية مشتركة
يشترك البلدان في عضوية مجموعة من المنظمات الدولية، منها:
| علم المنظمة | اسم المنظمة                        | تاريخ انضمام النيجر | تاريخ انضمام فنزويلا |
| ----------- | ---------------------------------- | ------------------- | -------------------- |
|             | وكالة ضمان الاستثمار متعدد الأطراف | 10 مايو 2012        | 9 مايو 1994          |
|             | منظمة الشرطة الجنائية الدولية      | ?                   | ?                    |
|             | منظمة حظر الأسلحة الكيميائية       | ?                   | ?                    |
|             | منظمة التجارة العالمية             | ?                   | ?                    |
|             | البنك الدولي للإنشاء والتعمير      | 24 أبريل 1963       | 30 ديسمبر 1946       |
|             | الأمم المتحدة                      | 20 سبتمبر 1960      | 15 نوفمبر 1945       |
|             | مؤسسة التمويل الدولية              | 7 يناير 1980        | 28 ديسمبر 1956       |
|             | يونسكو                             | 10 نوفمبر 1960      | 25 نوفمبر 1946       |
|             | الاتحاد البريدي العالمي            | ?                   | ?                    |
|             | الاتحاد الدولي للاتصالات           | 14 نوفمبر 1960      | 13 أغسطس 1920        |

## وصلات خارجية
- موقع وزارة الخارجية الفنزويلية